# Меркауски, Фрэнк
Фрэнк Хьюз Мерка́уски (англ. Frank Hughes Murkowski; 28 марта 1933, Сиэтл) — американский политик, 10-й губернатор штата Аляска (2002—2006), член Республиканской партии. Он также был сенатором от штата Аляска с 1981 по 2002 год. В 2006 году Меркауски пытался переизбраться на должность губернатора, но уступил в праймериз Республиканской партии Саре Пэйлин и Джону Бинкли. После отставки с должности сенатора его заменила его дочь Лиза Меркауски.

## Ранняя жизнь и начало карьеры
Меркауски родился в Сиэтле, в штате Вашингтон. Он учился в школе в Кетчикан на Аляске, которую окончил в 1951 году. С 1951 года по 1953 год он учился в Университете Санта-Клары, позже получил степень бакалавра экономики в Сиэтлском университете в 1955 году. После этого до 1957 года Меркауски служил в Береговой охране США; в том же году родилась его дочь Лиза. После работы в Тихоокеанском Национальном банке и дальнейшего обучения в банковской школе Тихоокеанского побережья Меркауски был назначен комиссаром экономического развития, а в 1971 году был повышен до президента Национального банка севера Аляски. Он также возглавлял Ассоциацию банкиров Аляски и торговую палату штата Аляска.
В 1970 году он баллотировался на единственное место в Палате представителей США на Аляске, но потерпел поражение, уступив демократу Нику Бегичу.

## Работа в Сенате

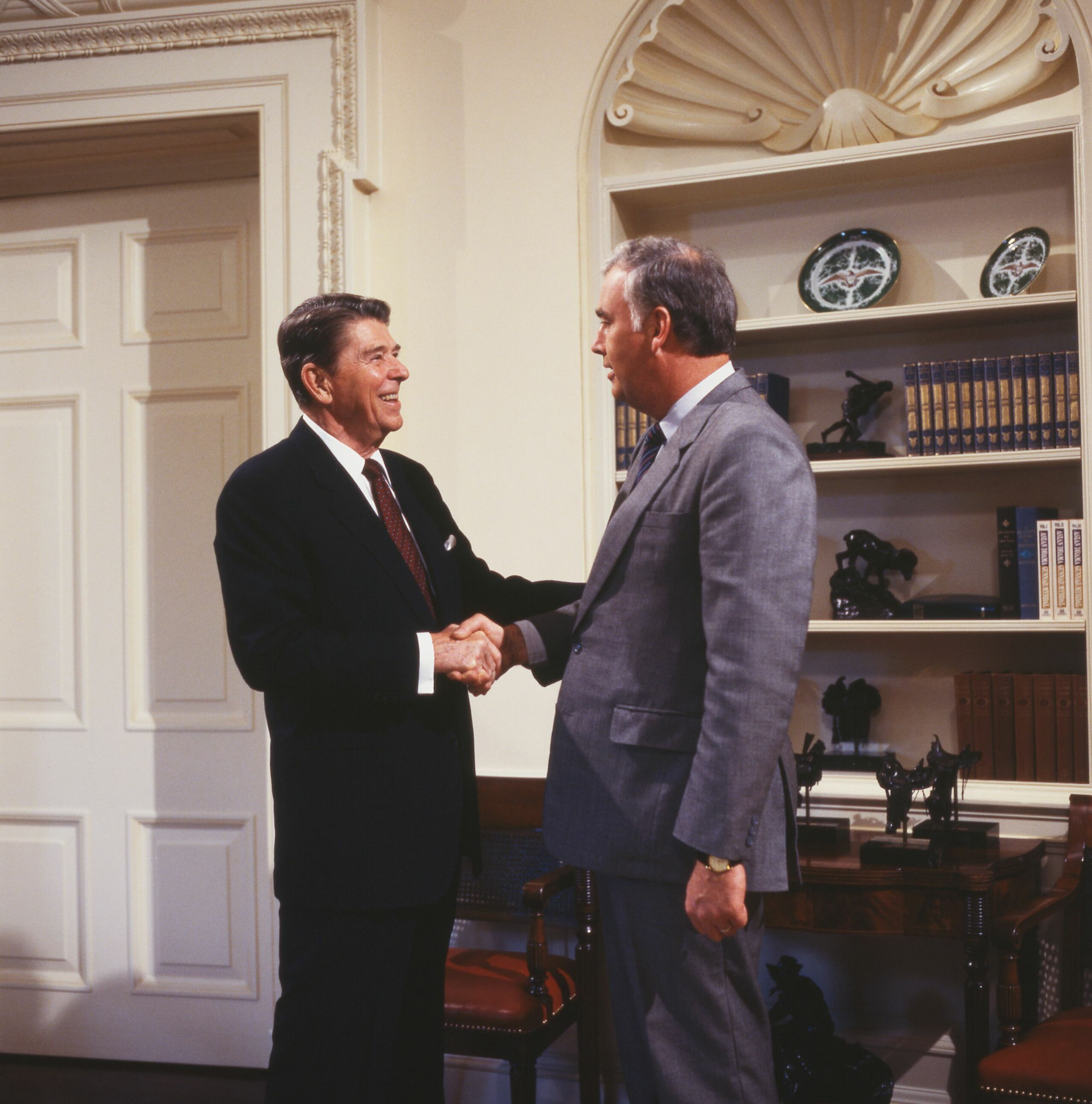
Меркауски с президентом США Рональдом Рэйганом в 1986 году

Впервые Меркауски был избран в Сенат США в 1980 году с 54 % голосов, победив кандидата от Демократической партии Кларка Грюнинга. Позже он был переизбран в Сенат в 1986, 1992 и 1998 годах. С 1995 по 2001 год он был председателем Комитета по энергетике и природным ресурсам. В этой должности он безуспешно продвигал идею начать бурение нефтяных скважин в Национальном Арктическом заповеднике.

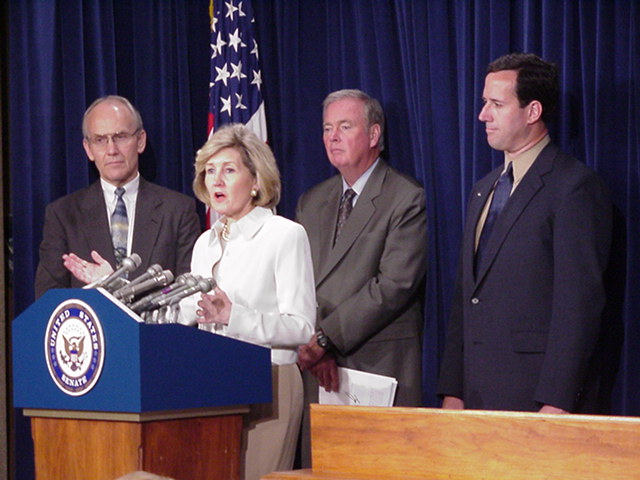
Меркауски, Рик Санторум, Ларри Эдвин Крейг и Кэй Бэйли Хатчисон в 2001 году

Меркауски также выступал в Сенате против абортов, против контроля за оружием и против борьбы с дискриминацией.
Выступая в Сенате, Меркауски заявил, что гомосексуалисты могут выбирать свой образ жизни, но не могут служить в армии.

## Губернатор Аляски
Меркауски был избран губернатором Аляски 5 ноября 2002 года, получив почти 56 % голосов. Он сменил демократа Тони Ноулза и вступил в должность 2 декабря 2002 года.
После своей инаугурации он подал в отставку со своего места в Сенате и назначил на его место свою дочь Лизу Мерковски.
Ближе к концу своего срока он заключил сделку по строительству газопровода и собирался подписать её без одобрения законодательного органа, однако тот успешно подал на Меркауски иск.

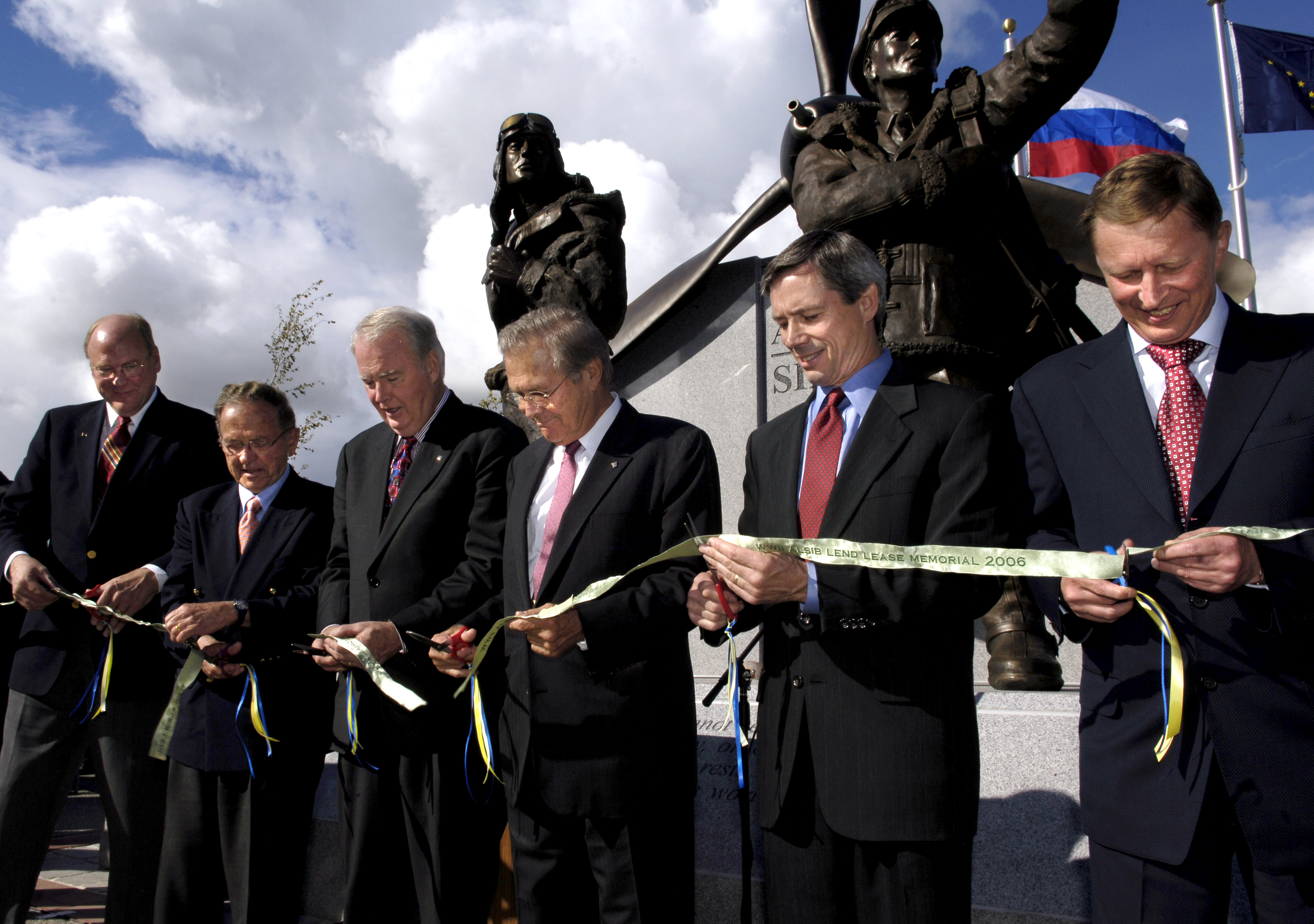
Меркауски, сенатор Тед Стивенс, министр обороны США Дональд Рамсфелд, министр обороны РФ Сергей Иванов, сенатор Аляски Гэри Уилкен и бывший сенатор Аляски Джон Бинкли перерезают ленточку, посвященную мемориалу программе ленд-лиза Аляска-Сибирь в Фэрбенксе, 26 августа 2006 года

Меркауски баллотировался на переизбрание на должность губернатора в 2006 году, но занял третье место после мэра города Уасилла Сары Пэйлин и бизнесмена Джона Бинкли на праймериз Республиканской партии: Пэйлин победила с 51 %, Бинкли занял второе место с 30 %, Меркауски получил лишь 19 %.

## Комментарии
1. ↑  Написание в соответствии с правилами транскрипции и произношением фамилии на английском языке[2]. На русском языке также используются неверные варианты транслитерации фамилии — Мурковски, Марковски.